# Antonio Cascais
Antonio Cascais (* 1965 in Estarreja, Distrikt Aveiro, Portugal) ist ein portugiesischer Journalist, der in Deutschland und anderen europäischen Ländern als Freier Autor für Fernsehen, Radio, Print und Onlinemedien tätig ist. Neben seinem Schwerpunkt Portugal und den lusophonen Ländern Angola, Mosambik, Kap Verden, Guinea-Bissau, Sao Tomé und Príncipe, Osttimor sowie Brasilien und den Gebieten, die einst portugiesisch waren (Macau, Goa) und Malacca sind weitere Schwerpunkte investigativer Journalismus, Wirtschaftsjournalismus, Kulturjournalismus sowie Journalismus über Migrations- und Entwicklungsthemen.

## Leben
Cascais studierte Journalistik und Geschichte an der Universität Dortmund. Er ist seit den 1980er Jahren vor allem als Fernsehjournalist in Deutschland tätig.
Zu den Magazinen, für die er Beiträge lieferte, gehörten Monitor, Panorama, Plusminus, ARD-Europamagazin, Cosmo TV und viele andere.
Cascais schreibt regelmäßig Artikel für Fachzeitschriften, Tages- und Wochenzeitungen, vornehmlich in Deutschland, Portugal und der Schweiz, zuletzt für „Die Zeit“. Für die Deutsche Welle ist Cascais als Reporter in den lusophonen Ländern sowie für die Ausbildung von Journalisten in Angola und anderen Ländern Afrikas und Lateinamerikas tätig. Immer wieder hat Cascais auch eigene Dokumentationen gedreht, zuletzt über einen Waffendeal zwischen der Schröder-Regierung und der Regierung Barroso.
Als geschätzter Experte für Portugal und die lusophonen Länder wird Cascais als Experte und Studiogast zu Hörfunk- und TV-Sendungen eingeladen, z. B. für Planet Wissen – Portugal. Im Jahre 2004 koordinierte und präsentierte er im Rahmen der Fußball-Europameisterschaft 2004 in Portugal, die Berichterstattung der ARD über „Land und Leute“. Auch sprach er für die Sendung mit der Maus den Vortrailer mit der fremden Sprache- in diesem Fall Portugiesisch. Einem Langenscheidt-Sprachkurs für Portugiesisch hat er seine Stimme geliehen. Gleichzeitig ist Cascais einer der bekanntesten Portugiesen, die in Deutschland tätig sind. 2021 nahm er als erster Portugiese am Presseclub in der ARD teil und vertrat sein Land als Journalist dort. Cascais setzt sich auch seit Jahren für die Pflege der Kultur und Sprache einer portugiesischstämmigen Minderheit in Malacca ein.  
Antonio Cascais spricht neben seinen Mutter- und Arbeitssprachen Portugiesisch und Deutsch, fließend Englisch, Französisch, Spanisch und Italienisch. Cascais lebt in Köln, Brüssel und Lissabon, bisweilen auch in Luanda, Rio de Janeiro oder Maputo.

## Dokumentarfilme (Auswahl)
- Stadtporträt Porto, 2001.
- Heimatreport – Ayse und andere Deutsche, 2005.
- Ein Laden in Porto – Die Buchhandlung Lello, 2007.
- Der Riese vom Ruhrgebiet. ThyssenKrupp im Sog von Korruption und Misswirtschaft, 2013.
- Geschäfte wie geschmiert. U-Boote made in Germany. 2014.
- Im Visier der Kartelle – Drogenkrieg in Westafrika, 2015.
- Musterschüler Portugal. Arm trotz Arbeit, 2015.
- Brasilien in Not, 2016.
- Niger – Ein Land in Not, 2017.
- Hilfe statt Strafe-Portugals umstrittene Drogenpolitik, 2019.
- Lithium-Abbau in Portugal-Ein Dorf auf den Barrikaden, 2020.
- Auf der Flucht vor dem Coronavirus, 2020.
- Unser Sommer in Portugal, 2020.
- Mit Surfbrett und Fado durch die Krise, 2020.
- Europas vergessene Diktaturen - Die Ära Salazar in Portugal, 2021.

## Auszeichnungen (Auswahl)
- 2. Platz Hörfunkpreis für „Wer kauft die kleinen Bananen?“ des Medienpreises Entwicklungspolitik, 1991.